# Cara a cara (telenovela)

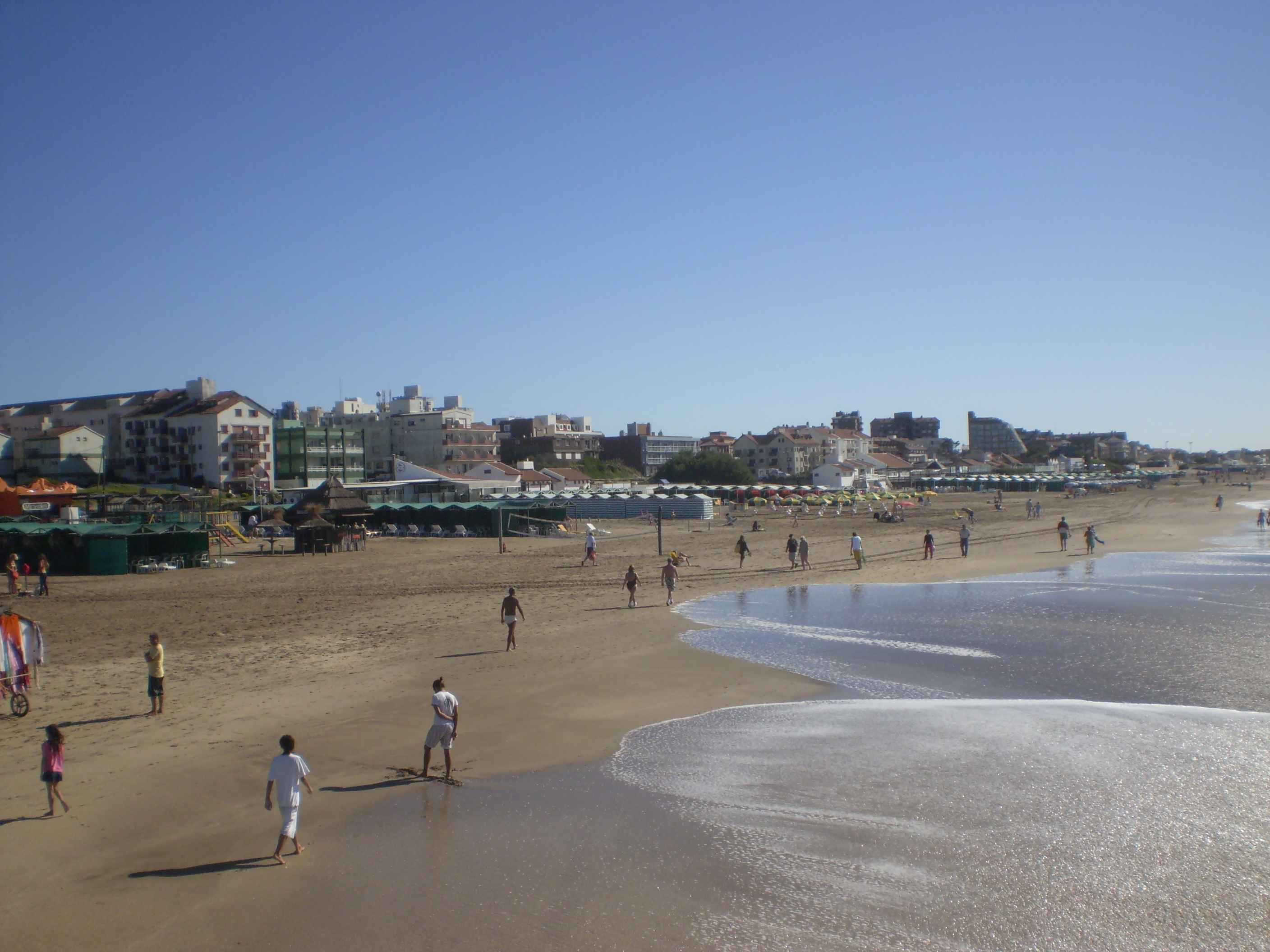
Pinamar: vista desde el muelle, lugar de algunas escenas de filmación de la telenovela.

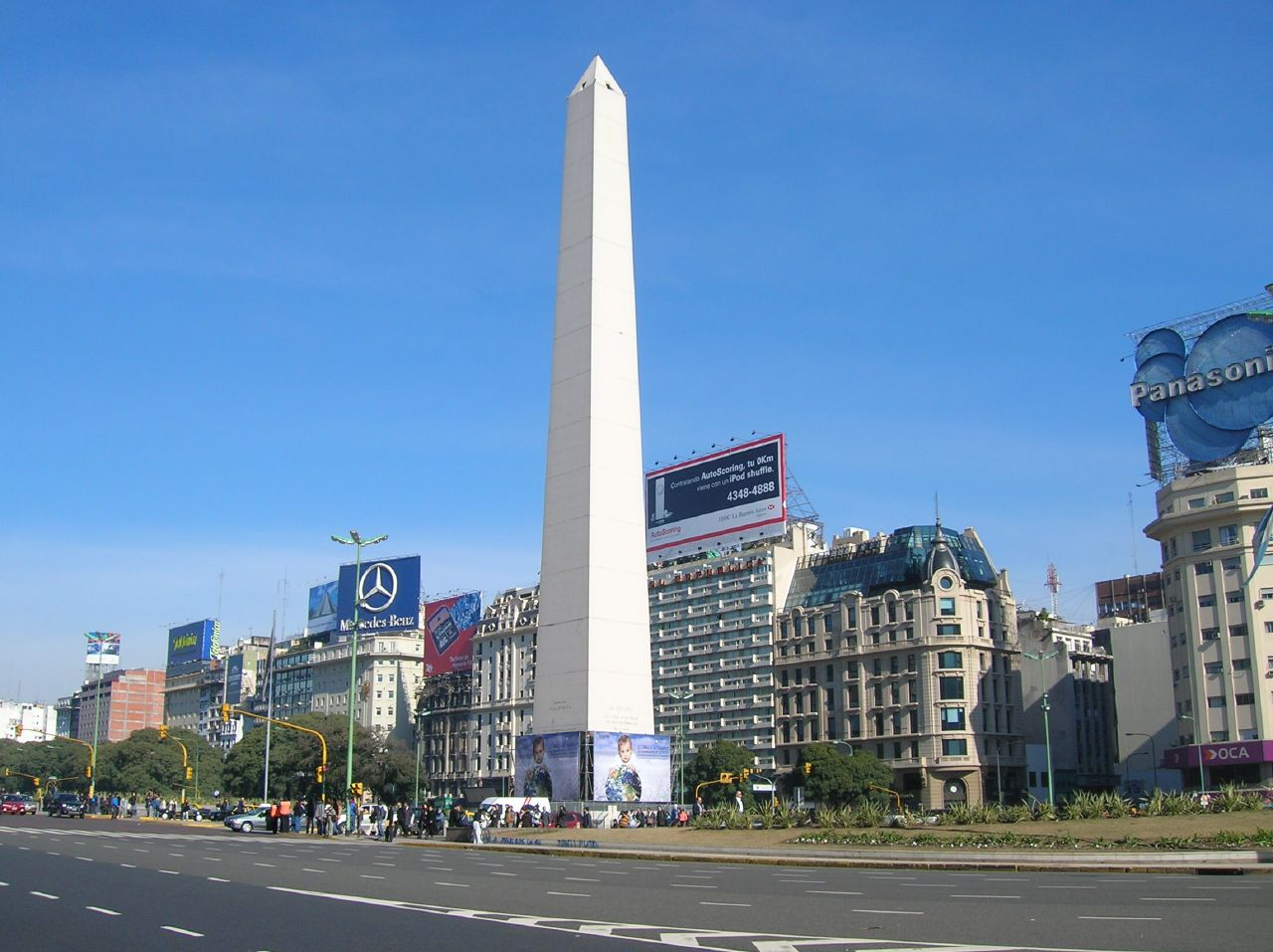
Buenos Aires, otra ciudad donde se filmaron escenas de la telenovela.

Cara a cara es una telenovela argentina del año 1983, producida por ATC y Canal 11, escrita por el autor Vicente Sesso de origen brasileño. Primero eran 124 capítulos de media hora, que se emitieron como 62 capítulos de una hora, y luego dado su éxito se amplió a 160 capítulos de media hora que se emitieron en 80 capítulos de una hora por Canal 11. Estuvo protagonizada por Verónica Castro y Pablo Alarcón. Contó con los personajes antagónicos de Daniel Guerrero y Alejandro Marcial, con las actuaciones especiales de Ana María Giunta, Juan Vitali, Elizabeth Killian y Nini Gambier.

## Historia
La historia comienza en el área de estacionamiento del aeropuerto internacional. De los coches bajan unos jóvenes, trasnocharon en la discoteca y para rematar la trasnochada se fueron todos al aeropuerto a recibir a Laura (Verónica Castro) que viene de los Estados Unidos y la familia en vez de ir a recibirla están todos en la estancia. Laura se alegra de ver a los amigos y se entristece de no ver a su familia, aún más cuando recibió un telegrama diciendo que regresara inmediatamente por cuestiones muy importantes. Cuando Laura llega a la hacienda, allí la esperan su padre, su madre, su hermano, la tía Milú (Niní Gambier) y su dama de compañía (Liria Marín). Su madre le explica la situación económica tan difícil que tiene la familia y que la única solución es un casamiento. Laura, casi con un síncope les dice que si ellos creen que están en la Edad Media. La madre suplica que por lo menos conozca al pretendiente, Tonio (Pablo Alarcón), hijo de un italiano muy rico (Juan Manuel Tenuta) y Teodoro (Alejandro Marcial), padre de Laura, le debe una gran suma de dinero. Laura finalmente se casa con Tonio pero en un arranque de desesperación le cuenta la verdad, le dice que no lo ama y que no puede ser su mujer, Tonio en su ingenuidad la respeta. Esa misma noche asesinan al padre de Tonio y ellos tienen que regresar de inmediato. Al abrir la caja fuerte, Tonio nota la desaparición de muchos documentos y él es incompetente pues no conocía nada de los negocios de su padre. A los pocos días las cosas están todas al revés y Teodoro se presenta como el gran acreedor del padre de Tonio y Frank (Daniel Guerrero) y los despoja de todo lo que tenían. Además logra anular el matrimonio de Laura y Tonio. Luego de esto, Tonio se va a la ciudad y comienza una nueva vida allí como mozo en el bar de una discoteca que es muy frecuentada por Laura, por lo que se ven a menudo y esto crea un clima de pelea y de romance entre estos. Laura se pone de novia de un millonario pero a esta altura ya está enamorada de su exmarido. Por otro lado llega a la Argentina, una acaudalada dama alemana, Ingrid Von Herbert (Elizabeth Killian), en busca de su hijo al que le arrebataron cuando era un niño. Por sus investigaciones sabe que su hijo puede ser Tonio o Frank. Ingrid entabla amistad con Frank , éste se enamora de ella, pero Ingrid no lo acepta por temor de que sea su hijo. Tonio y Laura se distancian por lo que éste decide marcharse a Italia. Frank se interesa en Laura y se convierten en novios. Finalmente se descubre que Teodoro es un hombre sin escrúpulos y que además de asesinar al padre de Tonio, asesinó a su propia esposa, por lo que es encarcelado. El hermano de Laura enloquece y es ingresado en un manicomio. La tía Milú muere. Pierden la estancia. Laura se muda a un departamento. Ingrid descubre que su hijo perdido es Tonio, por lo que decide marcharse a Italia tras su hijo, pero antes dona su mansión a una hermana de la caridad (Susy Kent) que tiene un albergue de niños huérfanos. Frank va a despedirse de Ingrid, ésta le dice que se despedirán como él siempre quiso y se besan, en ese momento llega Laura y los ve, sin que la vean, se marcha indignada a su departamento pensando que la han estado engañando. Decepcionada y triste Laura decide suicidarse tomándose un veneno, deja una carta escrita y muere

## Reparto
- Verónica Castro - Laura Paz Hernández Aguirre
- Pablo Alarcón - Toño Garcia Borelli
- Daniel Guerrero - Frank
- Alejandro Marcial - Teodoro Paz Hernandez Aguirre
- Niní Gambier - Tia Milu
- Elizabeth Killian - Ingrid Von Hebert
- Juan Vitali - Dardo
- Marta Albertini - Katia
- Susy Kent - Hermana de la caridad Angelina
- Ana María Giunta - Amalia Linares de Menard
- Liria Marín - Josefa
- Horacio Treger - Kike
- Élida Marletta - Esmeria
- Orlando Carrio - Roberto
- Cristina Rozadilla - Taty
- Ricardo Pald - Nando
- Stella Maris Medrano - Delly
- María Julia Moreno - Carolina
- Osvaldo Laport - Bruno
- Gabriel Laborde - Carlos
- Pedro López Lagar - Alex
- Nicolás Frei - Leopoldo
- Judith Gabbani - Carla
- Gabriel Langlais - Rafael
- Humberto Serrano - Silvio
- Carlos La Rosa - Max
- Javier Garay- Podilla
- Christian Knittel - Tito
- Roberto Marchetta - Pepe
- María Esther Lovero - Rosa
- Gabriela Rita Robles - Cecilia
- Gilda Novelli - Betty
- Ricardo Robles - Orestes
- Nelly Tesolín - Dora
- Héctor Calori - Darío
- María José Guzmán - María
- María Julia Moreno - Carolina
- Salvador Salinas - Jhonny
- Alejandro Roy - Junior
- Thelma Stefani - Marcia Medeiros Polandrini
- Rubí Monserrat - Delia
- Mario Suárez
- Graciela Stéfani
- Blanca Argel
- Horacio Yerve
- Ángeles Alonso
- Mariano Bosca
- Miguel Habud
- Susana Freyre
- Esteban de Mattia
- Juan Manuel Tenuta - Sandro Borelli
- Miguel Jordán
- Quique Aguilar - Aníbal

## Versiones
- Cara a Cara es versión de la brasileña Cara a Cara, producida por Rede Bandeirantes en 1979 y protagonizada por Fernanda Montenegro y David Cardoso.

- Datos: Q1974860